# Жак-Ив Кусто
Жак-Ив Кусто (на френски: Jacques-Yves Cousteau) е френски морски офицер, океанограф, еколог, журналист, режисьор, фотограф, известен по света като капитан Кусто или просто Жак Кусто. Член на Френската академия, съизобретател на акваланга.

## Ранни години (1910 – 1936)
Жак-Ив Кусто е роден на 11 юни 1910 година в Сент Андре дьо Кюбзак край Бордо, департамент Жиронд, Франция. От дете морето го привлича и вече пораснал избира кариерата на морски офицер. Завършва Френската морска академия през 1933 г. с чин лейтенант. Същата година се отправя на своето първо далечно плаване на борда на крайцера „Примож“. Корабът обаче му се струва прекалено бавен, защото има влечение към високите скорости и Кусто се прехвърля във Военноморската авиация. Но плановете му за военен пилот са провалени след претърпяна тежка катастрофа. През 1936 г. взима спортната кола на баща си и катастрофира. Счупва и двете си ръце и получава тежки травми, затова авиационната му кариера приключва.

## Изобретяването на акваланга
Като част от дългия процес на рехабилитация Кусто започва да плува в Средиземно море, където се среща и сближава с Филип Тайе, друг морски офицер, запален по морето. Двамата се гмуркат край брега на Южна Франция, а Филип му дава първите очила за подводно плуване и така отваря очите му за морския свят. Работата обаче е свързана с редица неудобства – очилата са несъвършени, тогава подводният дихателен апарат още не е измислен и гмуркачът е принуден постоянно да изскача на повърхността, за да поеме въздух. Кусто не само се запалва по гмуркането, но и се хваща да премахне неудобствата. В резултат той усъвършенства подводните очила до днешния им вид и форма, а по-късно създава и днешния модел на акваланг в сътрудничество с приятеля си инженер Емил Гаян. Три години по-късно, през 1946 г., започва промишленото производство на акваланга, който става популярна и достъпна спортна принадлежност.
Увлечението на Кусто по подводното плуване и изследването на океанските дълбини го тласка към друго откритие: „подводна чиния“ – малка, маневрена подводна лодка, няколко вида камери за подводно заснемане и някои други океанологични „дреболии“.

## Втората световна война и „Калипсо“
По време на Втората световна война Жак-Ив Кусто служи в артилерията като картечар, боец е от Френската съпротива и след края на войната е удостоен с Ордена на почетния легион за активно участие в антифашистката партизанска борба.
През 1948 г. става капитан на корвета, а през 1950 г. се сдобива с бракуван британски минен миночистач и го превръща в плаваща изследователска лаборатория, която става световноизвестна като „Калипсо“. Именно с този съд Кусто и неговият екип не веднъж извършват околосветски пътешествия, изследват морската флора и фауна, правят уникални записи и снимки.

## Писателска и научна дейност (1953 – 1997)
През 1953 г. Кусто получава и световно признание като писател. Издава своята първа книга „Светът на мълчанието“ („Le Monde du silence“). Големият успех на книгата помага на Кусто да осъществи нови проекти: да създаде първия неголям автономен апарат за изучаване на подводния свят и да проведе редица експерименти по плуване с подводен автономен дихателен апарат (при това хората дълго време стоят на подводни станции на морското дъно). След две години книгата е екранизирана и филмът получава две големи кинематографски награди – Златна палмова клонка на фестивала в Кан през 1957 г. и „Оскар“. Втория „Оскар“, през 1960 г., получава филмът „Историята на една червена рибка“ (Histoire d'un poisson rouge), също заснет по произведения на Кусто. Други негови книги са: „Живото море“ (1963), „Делфини“ (1975), „Жак Кусто: светът на океана“ (1985).
През 1956 година Жак Ив Кусто се уволнява от военноморските сили на Франция в чин капитан и заема поста директор на Океанографския институт и музея в Монако.
В началото на 60-те години на 20 век той провежда редица изследвания на континенталния шелф в подводни лаборатории. По време на експериментите, носещи имена Коншелф 1, 2 и 3, хората продължително време живеят и работят под водата на голяма дълбочина.
Кусто продължава да бъде кинопродуцент и герой на телевизионни филми за подводния свят. Един от най-известните му филми е документалният сериал „Подводният свят на Жак Кусто“. Хрониката на пътешествията и изследванията се радва на успех сред телевизионните зрители по целия свят.
Кусто смята, че е необходимо за цялото човечество да се разпространяват знанията за Световния океан и изиграва видна роля в борбата за запазване на неговата чистота. Той основава „Общество Кусто“, чиято дейност е насочена към защита на океана от замърсявания и широко дебатиране на проблема със замърсяването на Световния океан сред обществеността. Като изследовател и еколог Кусто се обръща към правителствата на много страни и към политически дейци, като изразява безпокойството си от замърсяването на океана. Последните десетилетия от живота си капитан Кусто посвещава на борбата за опазване на околната среда.
Жак Ив Кусто умира на 25 юни 1997 година в Париж на 87-годишна възраст.